# サーメ・バース・スパ

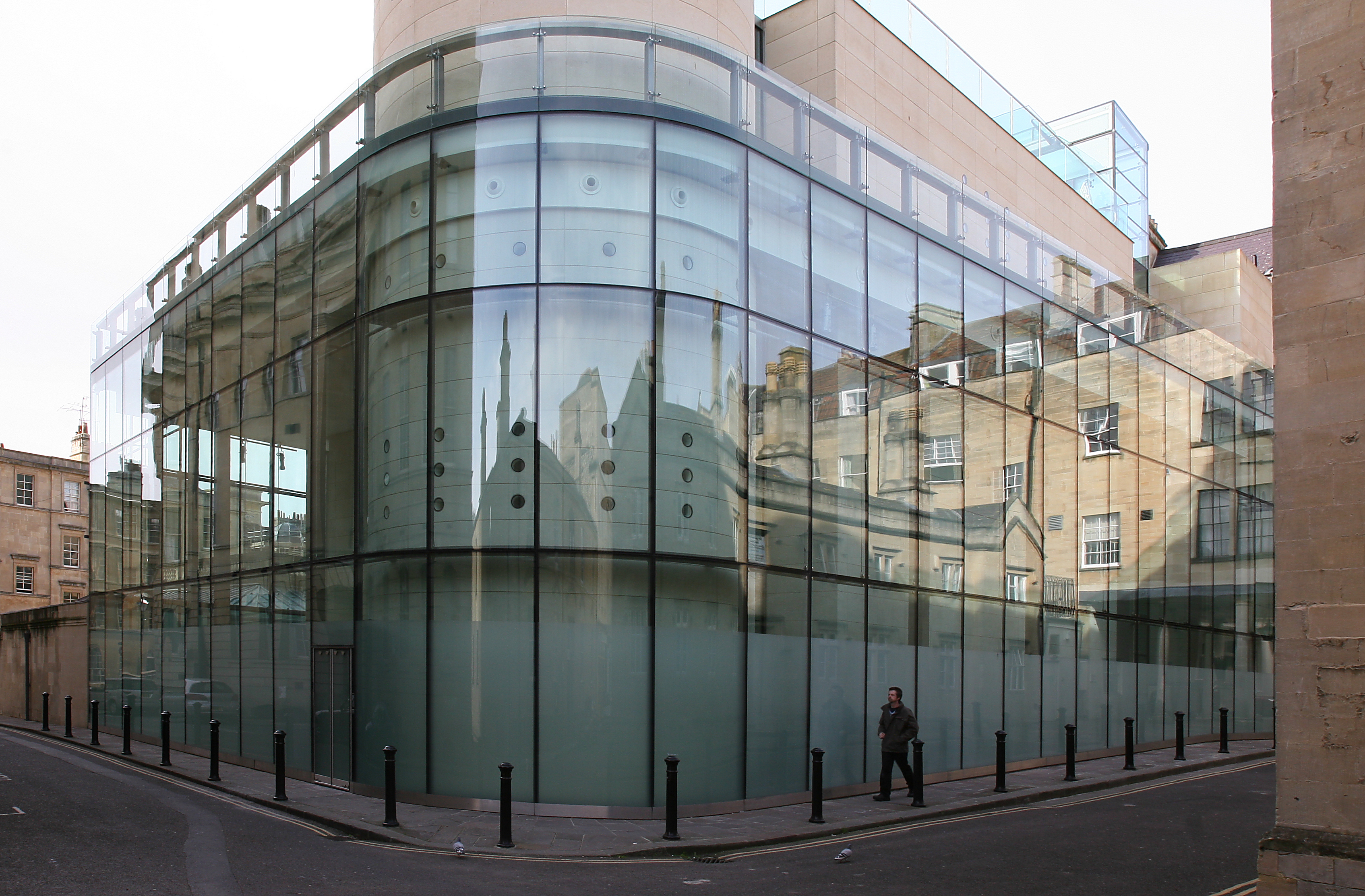
サーメ・バース・スパ外観

サーメ・バース・スパ (Thermae Bath Spa)は、2006年8月7日にイギリスのバース市にオープンした近代的なスパである。設計を担当したのは、ロンドン・ヒースロー空港などで知られる建築家のニコラス・グリムショウ (Nicholas Grimshaw)。
完成が当初の計画よりも4年遅れた事、請負業者との法的トラブル、更には数百万ポンドにも上る大幅な予算オーバーなど問題点もあったが、1978年から閉鎖されていた温泉がやっと利用できるようになった事から、現在では地元でも比較的歓迎されている。
この3階建ての近代的なスパ施設の中には、4種類のスチームバスが用意されており、その内のひとつはバース市の町並みを一望できる見晴らしの良い浴場となっている。香りにも趣向が凝らされており、浴場はそれぞれ「ユーカリ」「ラベンダー」「ジャスミン」「パイン」の香りに分かれている。